# М-73
ГАЗ-М73  — советский полноприводный вездеход, разрабатывавшийся группой Георгия Моисеевича Вассермана на Горьковском автозаводе параллельно с ГАЗ-М72, но, в отличие от него, в серию не пошедший. Создавался в качестве недорогой «летучки» для сельских механизаторов, что виделось особенно актуальным в свете идущего освоения целины.
Если ГАЗ-М72 представлял собой сочетание кузова «Победы» М-20 и ходовой части ГАЗ-69, то у М73 и кузов, и агрегатная часть представляли собой оригинальные разработки, унифицирован с базовой серийной моделью «Москвич-402» был только силовой агрегат. Мощность двигателя 35 л.с. Раздаточная коробка, подвески и ведущие мосты были спроектированы специально для этой машины, напоминая по конструкции уменьшенные варианты соответствующих агрегатов ГАЗ-69, но унифицированы по ряду деталей, главным образом — тормозной системы, с «Москвичом». Кузов автомобиля был несущим, имел простой и функциональный дизайн.
В декабре 1954 года было построено два опытных экземпляра — купе и пикап, их доводочные испытания проводились с 12 февраля по 22 марта 1955 года. За это время автомобили в общей сложности прошли по дорогам различного типа более 3,5 тыс. км, что позволило прийти к определённым выводам в отношении их перспектив.
Испытания выявили высокую проходимость М73, особенно по рыхлым грунтам и снегу, где автомобиль превосходил ГАЗ-М72 — это объяснялось меньшей массой и использованием специальных шин с большой шириной и внедорожным рисунком протектора, что способствовало снижению нагрузки на грунт. Между тем, обнаружил себя и целый ряд недоработок: так, негерметичность моторного отсека, кабины и тормозных механизмов снижали возможности преодоления заболоченных участков, а максимальная скорость в 85 км/ч оказалась избыточной для автомобиля такого назначения — в ходе последующей доработки её ограничение до 70 км/ч за счёт изменения передаточных чисел раздаточной коробки позволило увеличить сцепное усилие на колёсах и существенно улучшить разгонную динамику. Кроме того, вес автомобиля оценивался как немного избыточный, салон — как излишне тесный, а «москвичовское» 6-вольтовое электрооборудование — как менее надёжное, чем используемое на автомобилях ГАЗ, включая М-72, 12-вольтовое.
Так как резервов производственных мощностей для организации серийного производства нового автомобиля Горьковский завод не имел, 2 июня 1955 года отраслевым министерством было принято решение передать проектирование и освоение М73 на Московский завод малолитражных автомобилей (МЗМА). Но там осваивать полностью новый кузов не стали, вместо чего на базе агрегатов М73 создали полноприводные модификации готовившегося в то время к производству «Москвича-402» — седан «Москвич-410» и универсал «Москвич-411», что позволило снизить себестоимость производства, но лишило автомобиль части заложенных в его конструкцию изначально преимуществ.